# Agrotis yelai
Agrotis yelai es una polilla de la familia Noctuidae. Se encuentra en España.